# Politikåret 1817

## Händelser
- 4 mars - James Monroe tillträder som USA:s president.[1]
- 15 augusti - Alabamaterritoriet upprättas i USA.[2]
- 10 december - Mississippi blir delstat i USA.[3]

### Fotnoter
1. ↑  ”United States of America” (på engelska). World Statesmen. http://www.worldstatesmen.org/United_States.html. Läst 30 juli 2015.
2. ↑  ”Alabama” (på engelska). World Statesmen. http://www.worldstatesmen.org/US_states_A-D.html#Alabama. Läst 30 juli 2015.
3. ↑  ”Mississippi” (på engelska). World Statesmen. http://www.worldstatesmen.org/US_states_L-M.html#Mississippi. Läst 30 juli 2015.